# Cascade de la Fouge
La cascade de la Fouge est une chute d'eau haute de plus de 60 m située dans le massif du Bugey, sur le terrain de la commune de Cerdon, dans le département de l'Ain.

## Géographie
Cette cascade est encaissée au milieu d'une reculée d'où dévale le ruisseau du Pérolle et forme le bief de Malpasse. Elle est constituée de deux sauts d'un fort dénivelé. La faille géologique constituant la vallée est praticable soit à partir de Cerdon par l'abbaye d'Épierre ou bien par un sentier de randonnée passant par le hameau La Suisse. Cette cascade est réputée dangereuse du fait des chutes de pierres.
En amont des cascades, le ruisseau du Pérolle est rejoint par deux autres petits ruisseaux et forme en aval la Morenaz qui serpente à travers jusqu'à l'abbaye d'Épierre. La Morenaz se jette dans le Veyron.

## Canyoning
Le canyon de la Fouge qui se termine sur la cascade est long de 700m pour un dénivelé de 160m, constitué de plusieurs rappels dont le premier de plus de 35m en "fil d'araignée" et le dernier sur la cascade d'une longueur de 40m qui peut être dangereux si le débit d'eau est important. Trois pompiers y ont laissé la vie en 2009 et la descente du canyon a été interdite quelques années.